# Lubomír Kratochvíl
Lubomír Kratochvíl (13. října 1927 – leden 1997) byl profesor oboru mlékařství na České zemědělské univerzitě v Praze.

## Profesní kariéra
Byl vědecký pracovník ve Výzkumném ústavu mlékárenském. Absolvoval dva dlouhodobé pracovní pobyty v bývalé Německé demokratické republice a v Tunisku. V letech 1964–1992 působil na České zemědělské univerzitě a to v letech 1975–1991 jako vedoucí katedry chovu skotu a mlékařství na agronomické fakultě.

## Publikační činnost
Je autorem 110 původních vědeckých prací, spoluautorem 8 patentů a řady odborných článků a učebních textů.

## Soukromý život
Jeho manželkou byla lékařka Markéta Kratochvílová, se kterou měli syny Borise, Víta a Alexandra.